# Superammasso della Gru-Indiano
Il Superammasso della Gru-Indiano (SCl 192) è un superammasso di galassie situato nelle costellazioni della Gru e dell'Indiano alla distanza di 307 milioni di parsec dalla Terra (circa 1 miliardo di anni luce) (red shift z = 0,077).
Si stima una lunghezza di circa 50 milioni di parsec.
È formato dagli ammassi di galassie Abell 3771, Abell 3785, Abell 3796, Abell 3806, Abell 3822, Abell 3825, Abell 3849, Abell 3867, Abell 3876 e Abell 3886.